# Il solito italiano
Il solito italiano è un singolo del gruppo musicale italiano Boomdabash, pubblicato il 25 settembre 2015 come terzo e ultimo estratto dal quarto album in studio Radio Revolution.

## Descrizione
Cantato in inglese, italiano e salentino, il brano è stato scritto da Alessandro Aleotti, Angelo Cisternino, Angelo Rogoli e Fabio Clemente, con la produzione a cura di Blazon e Mr. Ketra. Il singolo vede la partecipazione vocale del rapper italiano J-Ax.

## Video musicale
Il video musicale del singolo, diretto da Mauro Russo, è stato reso disponibile sul canale YouTube del gruppo salentino il 29 settembre 2015.

## Tracce
Testi e musiche di Alessandro Aleotti, Angelo Cisternino, Angelo Rogoli, Fabio Clemente, Blazon, Mr. Ketra.
1. Il solito italiano (feat. J-Ax) – 3:23